# Dashrath Manjhi
Dashrath Manjhi, també conegut com l'«Home muntanya», (Gehlaur, Bihar, Raj Britànic, 1934 - Nova Delhi, 17 d'agost de 2007) va ser un agricultor indi.
Quan la seva esposa va morir per culpa d'una lesió conseqüència d'una caiguda per la muntanya, va decidir excavar un camí de 110 m. de longitud, 9'1 m. d'ample i 7'7 m. d'alt a través d'una carena de turons, només fent servir un martell i un cisell. Després de 22 anys de treball, va escurçar els viatges entre els blocs d'Atri i Wazirganj i la ciutat de Gaya, de 55 km. a 15 km. Va viatjar a Nova Delhi per obtenir el reconeixement de la seva feina i va ser recompensat pel llavors cap de Bihar, Nitish Kumar. El 2016, el servei postal de l'Índia va emetre un segell de correus en el qual hi apareixia representat.

## Orígens
Manjhi va néixer en el bressol d'una família Musahar/Bhuiya, en el rang més baix del sistema de castes de l'Índia. Durant la seva adolescència es va convertir en kabirpanthi de la branca de Mokama Ghat, Patna, i va ser un vegetarià practicant. Va fugir de casa seva molt jove i va treballar a les mines de carbó de Dhanbad. Més tard, va tornar al poble de Gehlaur, a prop de la ciutat de Gaya, i es va casar amb Falguni (o Phaguni) Devi.
Gehlaur és un petit poble amb pocs recursos i, si bé es troba en una plana, limita al sud amb una serralada de quarsita (part dels pujols de Rajgir) que impedeix l'accés per carretera des de la ciutat de Wazirganj.

## Accident i construcció del camí
Després del seu retorn a la població natal, es va convertir en un treballador agrícola. El 1959, la seva esposa, Falguni Devi, va resultar greument ferida i va morir després de caure de la muntanya i la ciutat més propera amb un metge estava a 55 km. de distància. Alguns informes diuen que va resultar ferida mentre caminava per un camí estret, a través de la carena rocosa, per portar aigua o dinar a Manjhi, que va haver de treballar lluny del poble en un lloc al sud de la carena; altres informes relacionen el camí a través de la carena amb l'atenció retardada, però no amb les lesions de Falguni Devi.
Com a resultat d'aquesta experiència, Manjhi va sentir la necessitat de fer alguna cosa per la societat i va decidir tallar la carretera que travessava la carena per a fer el seu poble més accessible a l'atenció mèdica. Va tallar un camí de 110 metres de llarg, 7'7 metres de profunditat en alguns llocs i 9'1 metre d'ample per a formar una carretera a través de la carena de roques. En una ocasió, va manifestar: «Quan vaig començar a martellar el turó, la gent em deia boig, però això va reforçar la meva decisió».
Va acabar l'obra en 22 anys, des de 1960 fin a 1982. Aquest camí va reduir la distància entre els blocs d'Atri i Wazirganj, del districte de Gaya, de 55 km. a 15 km. Tot i burlar-se dels seus esforços, el treball de Manjhi va facilitar la vida de la gent del poble de Gehlaur. Més tard, Manjhi va declarar: «Tot i que al principi la majoria dels vilatans es van burlar, n'hi va haver bastants que més tard em van donar suport donant-me menjar i ajudant-me a comprar les eines». Les carreteres oficials entre el seu poble i Wazirganj i Atri i Gaya només es van construir on es trobava el seu camí després de la seva mort l'any 2007.

## Mort
El 23 de juliol de 2007 va ser ingressat a l'All India Institute of Medical Sciences (AIIMS) de Nova Delhi després que se li diagnostiqués un càncer de vesícula biliar. Pocs dies després, el 17 d'agost de 2007, va morir al centre mèdic per causa de la malaltia. El Govern de Bihar el va acomiadar amb un funeral d'estat.
Per la seva gesta, se'l va conèixer popularment com l'«Home muntanya». El govern de Bihar també va proposar el seu nom per a rebre el Premi Padma Shri de 2006 en la categoria de serveis socials. El 26 de desembre de 2016, India Post li va dedicar un segell commemoratiu dins la sèrie Personalitats de Bihar.

## A la cultura popular
La història de Manjhi ha estat objecte de documentals i diversos tractaments escènics al cinema i la televisió.
El primer d'ells va ser un personatge secundari basat en Manjhi a la pel·lícula en llengua kanaresa de 1998 Bhoomi Thayiya Chochchala Maga. La història de Manjhi també va tenir un paper menor a Olave Mandara, una pel·lícula posterior de 2011 en kanarès dirigida per Jayatheertha. Aquell mateix any, el director Kumud Ranjan, que treballava a la divisió estatal de cinema de l'Índia, va produir un documental basat en la vida de Manjhi titulat The Man Who Moved the Mountain.
L'agost del 2015 es va estrenar la pel·lícula en llengua hindi Manjhi - The Mountain Man, la qual va rebre bona acceptació entre el públic. L'obra, dirigida per Ketan Mehta, va comptar amb la interpretació de Nawazuddin Siddiqui en el paper de Manjhi, juntament amb Radhika Apte com a Falguni Devi.
El primer episodi de la segona temporada d'Satyamev Jayate, programa de televisió conduït per Aamir Khan i emès el març del 2014, es va dedicar a Dashrath Manjjhi. Aamir Khan i Rajesh Ranjan també van conèixer Bhagirath Manjhi i Basanti Devi, fill i nora de Manjhi i van prometre proporcionar ajuda financera. No obstant això, l'1 d'abril de 2014, Basanti Devi va morir a causa de la incapacitat per assolir assistència mèdica.

## Galeria

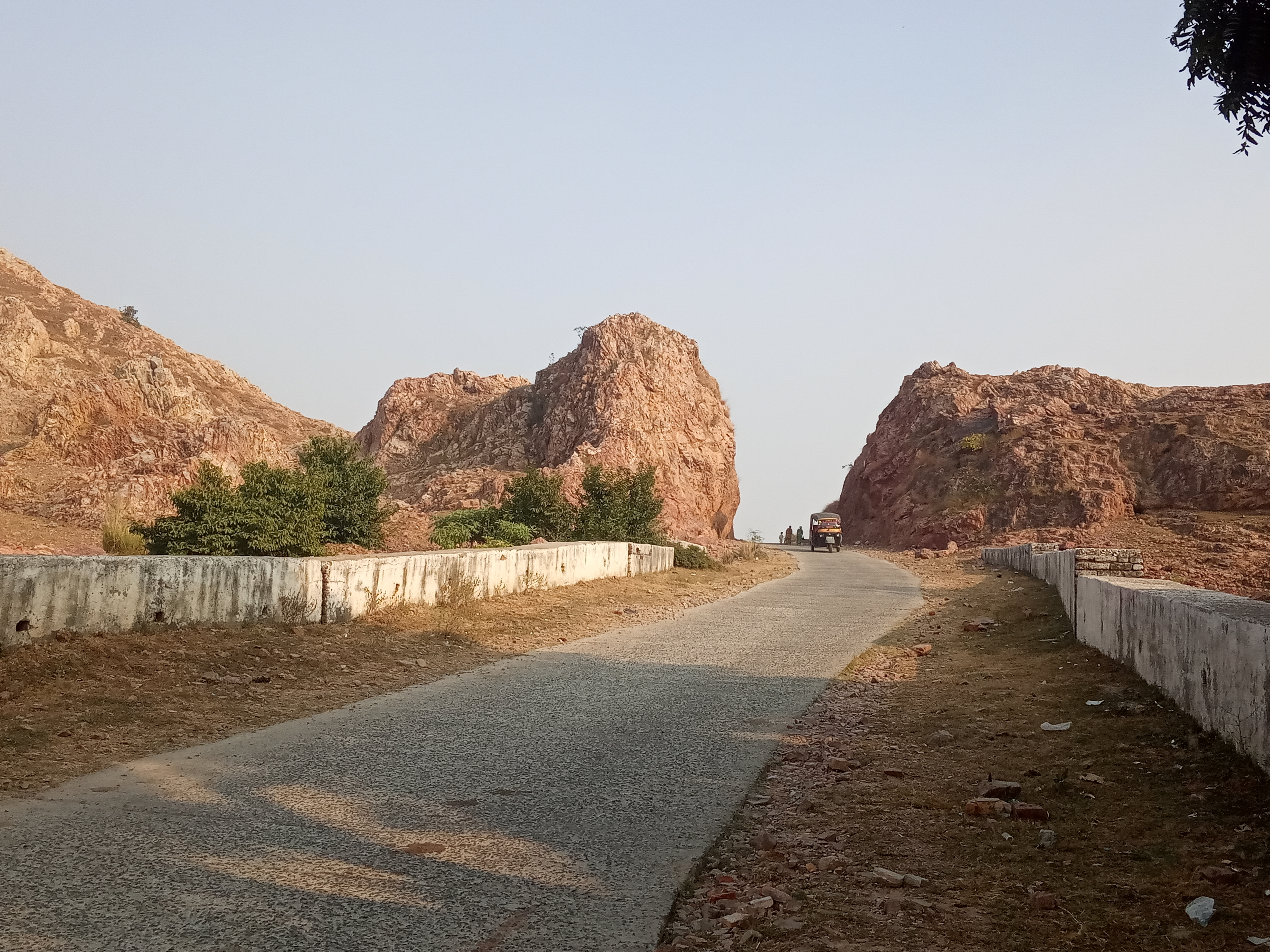
Enllaç entre Ghivra Mauja a Gehlaur Ghati i Atara Prakhand Wazirganj realitzat per Dashrath Manjhi
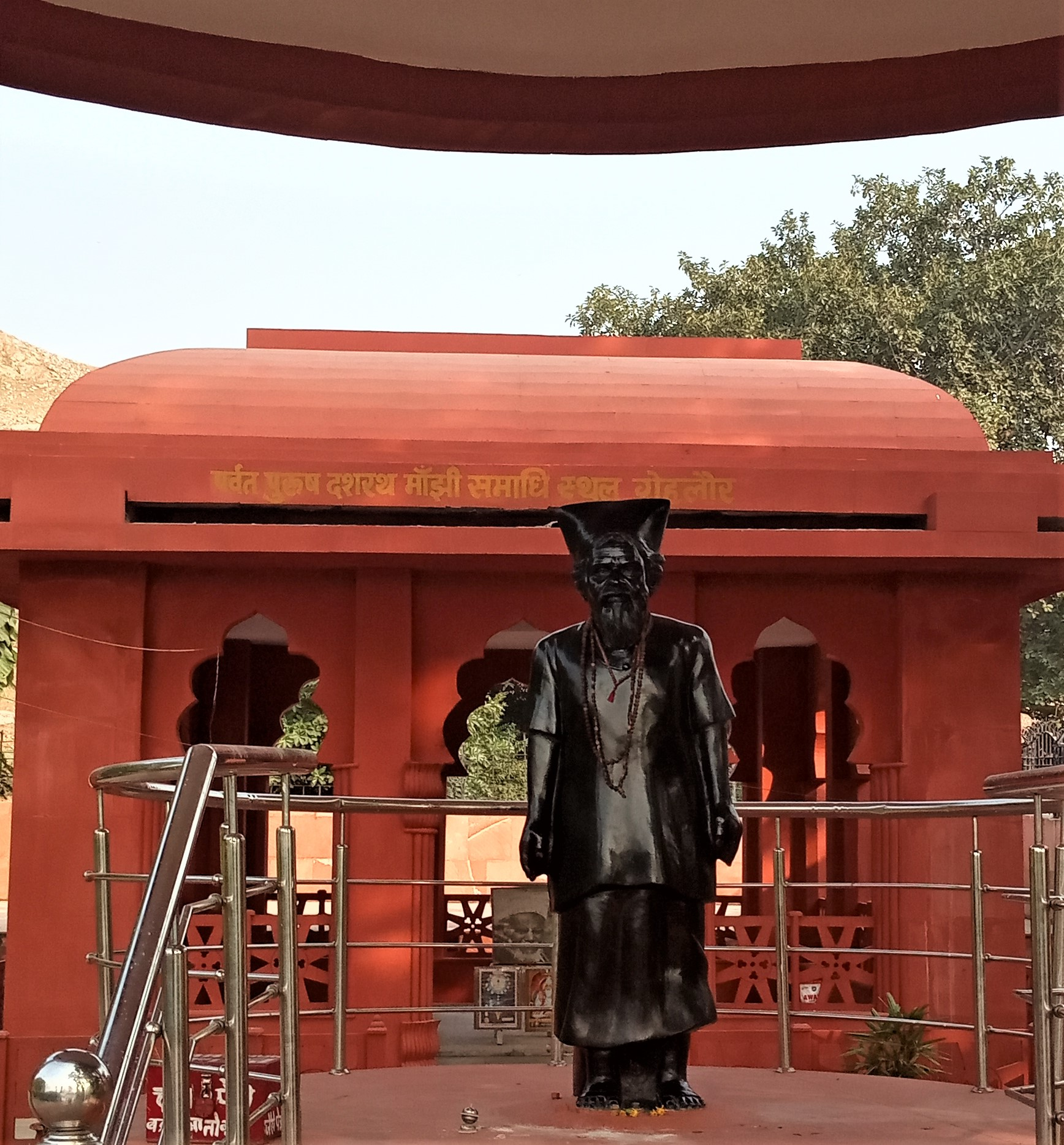
Estàtua de Dashrath Manjhi davant del seu monument commemoratiu a Gehlaur
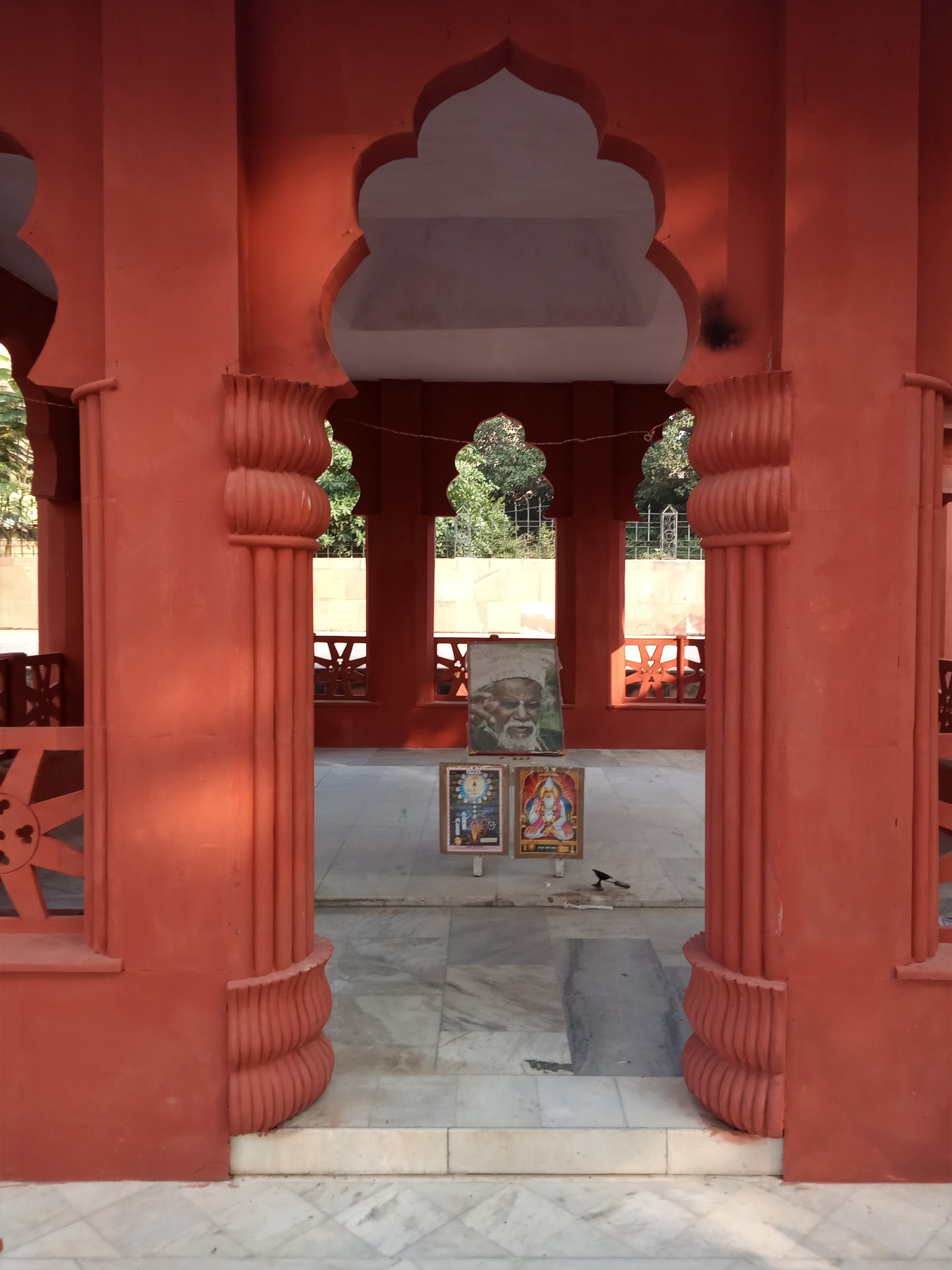
Memorial de Dashrath Manjhi
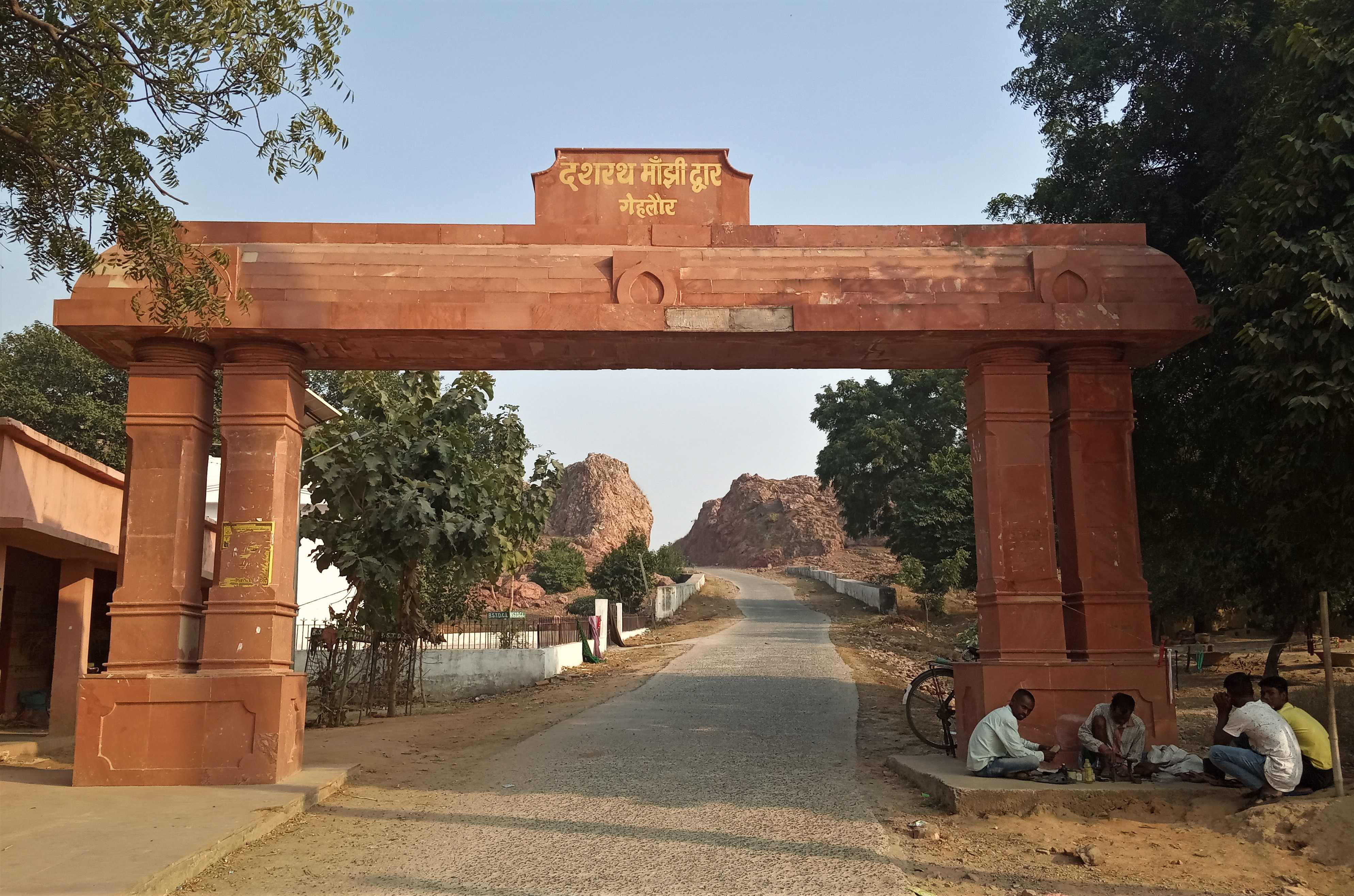
Porta d'entrada de Dashrath Manjhi cap a Gehlaur Ghati
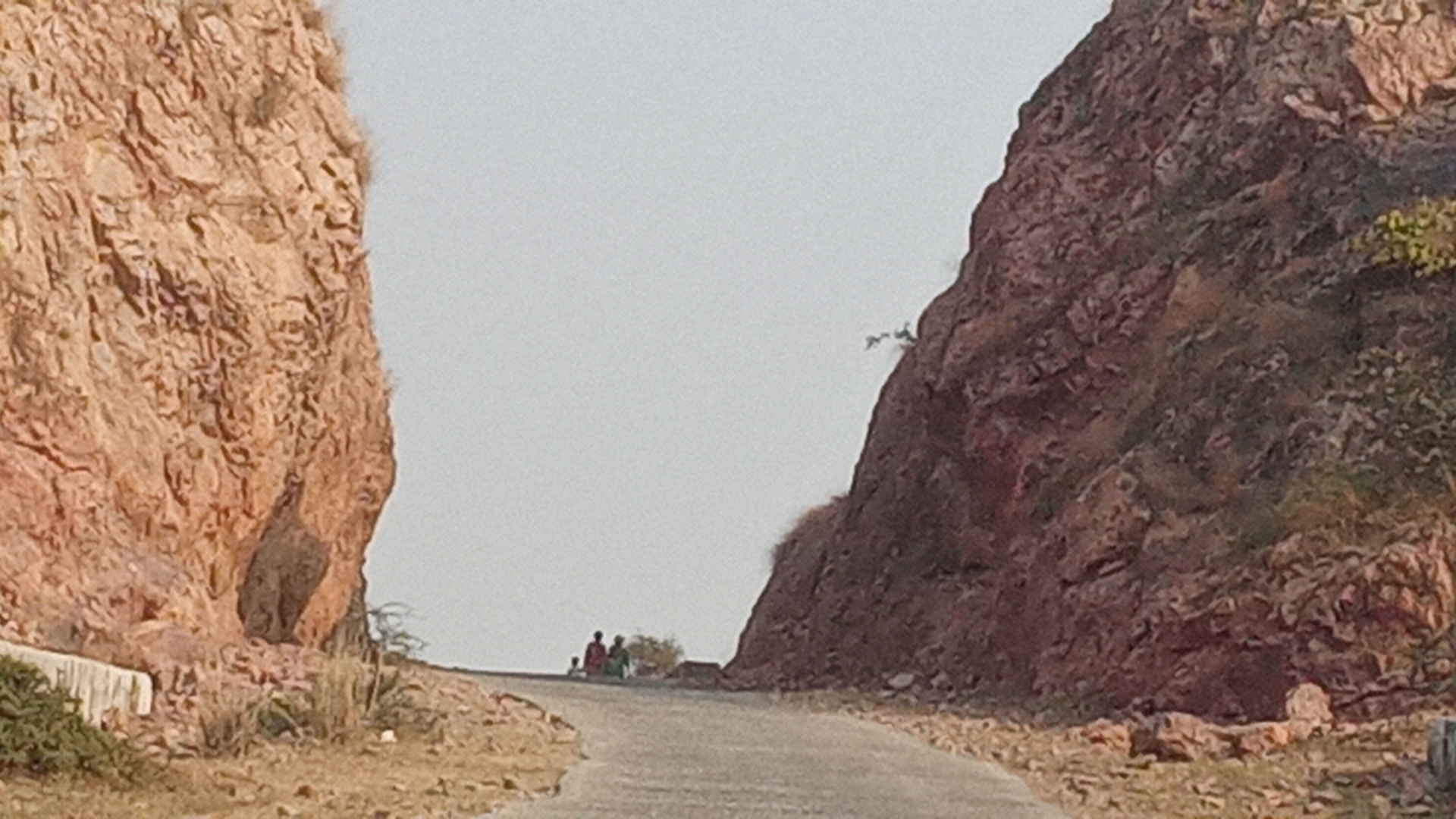
Enllaç entre Ghivra Mauja a Gehlaur Ghati i Atara Prakhand Wazirganj realitzat per Dashrath Manjhi en 22 anys